# محمد رضا جليل
محمد رضا جليل مزهر العليوي هو لاعب كرة قدم عراقي من مواليد (17 فبراير 2000) يلعب في مركز خط الوسط في نادي الزوراء والمنتخب العراقي.

## بداياته
ولد محمد رضا في حي الاورفلي في العاصمة بغداد، كان والده مالكا لاحد الاندية في الدوري الشعبي لعب في طفولته فيه ثم انتقل الي الاكاديمية الكروية التابعة للجنة الاولمبية لمده 5 سنوات حيث تدرج في الفئات العمرية لمنتخب العراق، ولعب في الدوري العراقي الممتاز مع نادي الطلبة ثم مع نادي الزوراء.

## روابط خارجية
محمد رضا جليل على موقع Soccerway.com (الإنجليزية)